# ペンタニトロアニリン
ペンタニトロアニリン (pentanitroaniline) は、アニリンのベンゼン環上にある5個の水素がすべてニトロ基に置き換わった構造を持つ芳香族ニトロ化合物である。爆薬、推進薬として検討の対象となった。

## 合成
3,5-ジニトロ-p-トルイジンに混酸を作用させて合成した例がある。この反応では基質のメチル基がイプソ置換を受けニトロ基に置換される。